# Горбовичский сельсовет (Могилёвская область)
Го́рбовичский сельсовет — административная единица на территории Чаусского района Могилёвской области Белоруссии.

## История
В 2013 году в состав сельсовета вошли деревни Атражье, Благовичи, Видлин, Вилейка, Колосовщина, Мошок, Самулки, Темнолесье, Удовск, ранее находившиеся в Каменском сельсовете.

## Состав
Включает 30 населённых пунктов:
- Антоновка — деревня.
- Атражье — деревня.
- Благовичи — деревня.
- Большие Амхиничи — деревня.
- Васьковичи — деревня.
- Видлин — деревня.
- Вилейка — деревня.
- Гладково — деревня.
- Горбовичи — агрогородок.
- Дубровка — посёлок.
- Драчково — деревня.
- Забава — посёлок.
- Кадино — деревня.
- Колосовщина — деревня.
- Красница — деревня.
- Левковщина — агрогородок.
- Малые Амхиничи — деревня.
- Митавье — деревня.
- Мошок — деревня.
- Новосёлки — деревня.
- Приданцы — деревня.
- Приозерная — деревня.
- Самулки — деревня.
- Слобода — деревня.
- Сталка — деревня.
- Темнолесье — деревня.
- Удовск — деревня.
- Утро — деревня.
- Хильковичи — деревня.
- Холмы — деревня.
- Хотетово — деревня.